# Familia criminal de Pittsburgh
La familia criminal de Pittsburgh, también conocida como la familia criminal LaRocca o Mafia de Pittsburgh, es una familia criminal de la mafia ítaloestadounidense con base en Pittsburgh, Pensilvania. La familia LaRocca es una de las 26 familias mafiosas originales de Estados Unidos. En 2021, murió el jefe Thomas "Sonny" Ciancutti, que también era el último miembro conocido de la familia.

## Historia

### Jefes de la época de la Prohibición
En la ciudad de Pittsburgh la mafia ítaloestadounidense estaba dividida en dos facciones étnicas la "Mafia siciliana" y la "Napolitana". El territorio dentro de la ciudad también estaba dividido, ya que los sicilianos controlaban los lados norte y sur, mientras que los napolitanos controlaban el East End.
El primer jefe conocido de la mafia siciliana de Pittsburgh fue Salvatore "Banana King" Catanzaro, que a principios del siglo XX dirigía una empresa mayorista de productos agrícolas en el centro de Pittsburgh. Catanzaro trabajó junto a una red de capos de la mafia siciliana en el oeste de Pensilvania. En 1914, Catanzaro fue apuñalado y renunció como jefe, más tarde murió el 17 de febrero de 1916. Esto permitió que el protegido de Catanzaro, Gregorio Conti, asumiera el control de su familia mafiosa siciliana en el Hill District. El nuevo jefe Gregorio Conti inició una guerra contra las facciones de la camorra napolitana y, en 1917, ganó, ya que las facciones de la camorra se rindieron y se disolvieron uniéndose a la red de la Mafia siciliana.
En 1919, el gobierno de los Estados Unidos aprobó la Decimoctava Enmienda declarando ilegal la producción, transporte y venta de licores embriagantes. Meses más tarde, el Congreso aprobó la Ley Volstead, que declaraba que el licor, el vino y la cerveza eran bebidas embriagantes y, por tanto, estaban prohibidas. El 24 de septiembre de 1919, el jefe de la mafia de Pittsburgh Gregorio Conti fue asesinado a tiros. Tras la muerte de Conti, su sobrino Peppino Cusumano, lideró el grupo mafioso de Pittsburgh, pero trabajó a la sombra de Salvatore Calderone, que se convirtió en el jefe más poderoso de la red mafiosa del oeste de Pensilvania. Calderone controlaba la red mafiosa desde Apollo una ciudad al norte de Pittsburgh. El 17 de enero de 1920, la Prohibición comenzó en Estados Unidos, prohibiendo toda producción, importación, transporte y venta de bebidas alcohólicas.
La ley seca supuso una oportunidad muy lucrativa para ambas facciones de la Mafia, que empezaron a dedicarse a la fabricación, venta y transporte ilegal de alcohol. A medida que las operaciones de contrabando se extendían por Estados Unidos, estallaba la violencia y los delincuentes luchaban por el dominio. En la ciudad de Pittsburgh, los barrios italianos de Larimer, Homewood, Hill District y Downtown se convirtieron en campos de batalla en los que las facciones mafiosas luchaban por el control territorial de los negocios de contrabando. En los suburbios de Pittsburgh, las facciones mafiosas lucharon por el control de New Kensington, Arnold, Wilkinsburg, McKees Rocks, Wilmerding y Braddock. Se registró que, entre 1926 y 1933, hubo más de 200 asesinatos en el condado de Allegheny.
En 1925, Stefano Monastero, se convirtió en el nuevo jefe de la familia mafiosa de Pittsburgh, ya que Salvatore Calderone dimitió y se retiró. Monastero, controlaba una gran organización de suministros de contrabando a través de varios almacenes en el lado norte de Pittsburgh. Durante el reinado de Monastero fue sospechoso de ordenar los atentados con bomba contra las instalaciones de contrabandistas rivales y de ordenar el asesinato de su competidor Luigi "Big Gorilla" Lamendola en mayo de 1927. Monastero y su hermano Sam Monastero fueron asesinados el 6 de agosto de 1929 frente al hospital St. John's. La policía de Pittsburgh sospechaba que Joe "el Fantasma" Pangallo, era el responsable de ordenar el asesinato de Monastero, pero no pudieron probarlo.
Tras el asesinato de Monastero, Giuseppe Siragusa se convirtió en el nuevo jefe de la familia Pittsburgh. Siragusa emigró en 1910 de Sicilia a Brooklyn y más tarde a Pittsburgh, donde fabricaba y comerciaba con alcohol ilegal en el condado de Allegheny. Llegó a ser conocido como el "Barón de la Levadura", tras convertirse en uno de los mayores proveedores de levadura para los fabricantes de cerveza ilegal de la zona. Siragusa mantuvo una estrecha alianza con el Clan Castellammarese  de Nueva York y rindió homenaje a Salvatore Maranzano. El 13 de septiembre de 1931, Siragusa fue asesinado en su casa de Squirrel Hill, pocos días después de que Salvatore Maranzano fuera asesinado.

### Bazzano contra los hermanos Volpe
Tras el asesinato de Siragusa, la familia pasó a estar bajo el control de John Bazzano. El nuevo jefe Bazzano había emigrado a Estados Unidos desde Calabria en la década de 1890 y construyó un imperio de contrabando vendiendo levadura y azúcar a cervecerías caseras y permitiéndoles así fabricar cerveza ilegal. Bazzano fue protegido de Nicola Gentile, uno de los primeros mafiosos de Pittsburgh, y aprendió a pasar desapercibido. Era propietario de una cafetería en el Middle Hill y de una mansión en Mt. Lebanon un barrio a las afueras de Pittsburgh. Bazzano formó una alianza con los ocho hermanos Volpe, los líderes de la "facción napolitana" que controlaban los chanchullos ilegales en todo Turtle Creek Valley y Wilmerding.
Bazzano se agravó cuando los hermanos Volpe comenzaron a expandirse hacia East Liberty y el North Side. El 29 de julio de 1932, Bazzano envió un equipo de asesinos a sueldo para asesinar a los hermanos Volpe, el equipo de asesinos a sueldo asesinó a tres de los hermanos Volpe. Dos de los hermanos Volpe supervivientes acudieron a la "Comisión" de Nueva York, y se decidió que Bazzano sería considerado responsable de su golpe no sancionado. El 8 de agosto de 1932, el cuerpo de Bazzano fue encontrado en Red Hook, Brooklyn. Había sido apuñalado y estrangulado hasta la muerte.
Vincenzo Capizzi se convirtió en el nuevo jefe tras el asesinato de Bazzano, pero acabó dimitiendo en 1937, y fue sustituido por Frank Amato. Amato comenzó a expandir su influencia sobre los chanchullos del juego en el condado de Allegheny y sus alrededores, y formó una fuerte alianza con la familia Genovese en la ciudad de Nueva York, que representaba a Pittsburgh en las reuniones de la Comisión del Este. Amato gobernó hasta 1956, cuando enfermó de una dolencia renal y dimitió convirtiéndose en subjefe.

### El reinado de LaRocca
En 1956, Sebastian "Big John" LaRocca se convirtió en el jefe de la familia de Pittsburgh y reinó como tal durante casi treinta años. LaRocca nació en 1901 en Sicilia y se trasladó a Estados Unidos en 1910, más tarde se mudó en 1933 con su mujer a Pittsburgh. Comenzó un negocio de venta de equipos de cerveza y bloques de hormigón en Oakland. Más tarde, LaRocca se hizo con el control de múltiples chanchullos ilegales y fue condenado en varias ocasiones por hurto, recepción de bienes robados y explotación de una lotería ilegal. En 1953, el Servicio de Inmigración y Naturalización intentó utilizar los antecedentes penales de LaRocca para deportarlo, pero varias personalidades testificaron a su favor durante las audiencias y pudo permanecer en el país hasta su muerte en 1984.
Como jefe de Pittsburgh, LaRocca asistió a la Reunión de Apalachin de 1957 junto con sus capos Gabriel "Kelly" Mannarino y Michael James Genovese. Cuando la Policía hizo una redada en la reunión de Apalachin, LaRocca pudo escapar de las autoridades federales, pero Mannarino y Genovese no lo consiguieron y fueron arrestados. LaRocca y el capo Mannarino se asociaron con el jefe de la familia criminal de Tampa Santo Trafficante, Jr. en el hotel-casino Sans Souci en La Habana, Cuba. En 1959, Fidel Castro tomó el control de Cuba y expulsó a todos los mafiosos del país. Mediante sobornos, LaRocca se convirtió en un poderoso jefe de la mafia al controlar a políticos, policías y otros funcionarios del área de Pittsburgh. Su familia también mantuvo el control de los sindicatos a través del Local 1058. La influencia de LaRocca también creció gracias a sus estrechos vínculos con el jefe de la familia criminal Gambino Carlo Gambino, el jefe de la familia criminal Bufalino Russell Bufalino, el jefe de la familia criminal de Filadelfia Angelo Bruno y el jefe de la familia criminal de Kansas City Nick Civella. En la década de 1960, la familia de LaRocca inició un conflicto con la familia criminal de Cleveland cuando se expandieron a Youngstown, Ohio. En 1964, LaRocca apoyó a Frank Valenti en su toma de control de la familia criminal de Rochester de Jake Russo.
A principios de la década de 1980, la familia estaba formada por el jefe Sebastian LaRocca, el subjefe Joseph Pecora, el consigliere Michael Genovese y los caporegimes John Bazzano Jr, Antonio Ripepi y Joseph Regino. LaRocca murió el 3 de diciembre de 1984.

### Genovese y Porter
Michael Genovese se convirtió en el nuevo jefe de la familia criminal de Pittsburgh, con la muerte de LaRocca. Comenzó su carrera criminal controlando el tinglado de los números en East Liberty bajo las órdenes de LaRocca y, con el tiempo, se convirtió en un capo que operaba desde Gibsonia, Pensilvania. Genovese había pasado años trabajando estrechamente con el entonces jefe Sebastian John LaRocca, los poderosos mafiosos de Pittsburgh Gabriel "Kelly" Mannarino y Joseph Pecora. Su reputación y poder habían aumentado a lo largo de los años, lo que le permitió ser aceptado con éxito como el nuevo jefe de la familia. Genovese persiguió a los miembros de la familia Pittsburgh para crear una gran red de tráfico ilegal de drogas. Las actividades de tráfico de drogas provocaron un aumento de la vigilancia y las investigaciones de las fuerzas del orden. El 3 de marzo de 1987, el antiguo subjefe y líder del juego de West Virginia, Joseph N. "Jo Jo" Pecora murió. Tras la muerte de Pecora, Genovese ascendió a Charles "Chucky" Porter a subjefe de la familia. Según el informe sobre el crimen de 1989 de la Comisión del Crimen de Pensilvania, la familia de Pittsburgh estaba en declive porque la familia no aceptaba nuevos miembros y los líderes seguían envejeciendo.
A finales de la década de 1980, el FBI intensificó sus investigaciones sobre los principales traficantes de cocaína de Pittsburgh, Charles "Chucky" Porter y Louis Raucci, Sr. En marzo de 1990, una acusación imputó a Charles "Chucky" Porter y Louis F. Raucci Sr., junto con siete socios, por los cargos de distribución de drogas, extorsión, conspiración para cometer asesinato, robo, juego y crimen organizado. La Comisión del Crimen de Pensilvania consideraba a Porter la "mano derecha" de Genovese, mientras que se decía que Raucci "se sentaba a la izquierda" del jefe. Tanto Porter como Louis F. Raucci fueron condenados por numerosos cargos de distribución de drogas, extorsión y crimen organizado. El subjefe de la familia, Charles Porter, decidió cooperar con el gobierno, lo que llevó a la condena de muchos de los principales miembros y asociados de la familia de Pittsburgh. En 1992, sólo quedaban unos pocos miembros y asociados que operaban en el oeste de Pensilvania y el este de Ohio. La principal fuente de ingresos de la familia Pittsburgh eran las apuestas ilegales de números y deportes. En 1996, el antiguo capo Louis Raucci, Sr. murió en prisión. El antiguo subjefe de Genovese, Charles Porter, salió de prisión en el año 2000 después de que su condena de 28 años se redujera a la mitad por ayudar al FBI a investigar las operaciones de la mafia de Nueva York, Nueva Jersey, Florida y California, incluidas las operaciones de narcotráfico en Pittsburgh. El 31 de octubre de 2006, el jefe Michael Genovese murió tras años de lucha contra un cáncer de vejiga y una enfermedad cardiaca. John Bazzano Jr. asumió el cargo de jefe, hasta su muerte el 28 de julio de 2008.

### Estado actual
En 2008, Thomas "Sonny" Ciancutti se convirtió en jefe de la familia Pittsburgh. El propio Ciancutti era uno de los pocos miembros made que quedaban operando en Pittsburgh, después de finales de los 90, cuando muchos miembros fueron encarcelados y con el paso de los años muchos de los miembros más antiguos fallecieron. Según el FBI, Ciancutti controlaba una gran red de apuestas ilegales con los principales corredores de apuestas Robert Iannelli, John "Duffy" Conley, Jeff Risha y Ronnie "Porky" Melocchi, todos los cuales le pagaban protección.
El 5 de septiembre de 2013 concluyó la "Operación Pork Chop" en la que se acusaba al socio Ronald "Porky" Melocchi y a otras personas de apuestas y juego ilegal. En 2013, el agente especial retirado del FBI Roger Greenbank habló sobre la familia de Pittsburgh y dijo: "Ya no hay una estructura real. No hay una verdadera familia" En 2016, Jeff Risha, el socio de mayor confianza de Sonny Ciancutti, murió de cáncer. Ciancutti siguió manteniendo un perfil bajo utilizando a asociados para dirigir las operaciones locales de apuestas y juego ilegal de Pittsburgh. En 2019, Robert Iannelli, un corredor de apuestas y apuestas deportivas del área de Pittsburgh desde hacía mucho tiempo, fue arrestado junto con su hijo y otras personas.
El 8 de julio de 2021, el jefe de la familia de Pittsburgh Thomas "Sonny" Ciancutti murió. Ciancutti era el último miembro conocido de la familia Pittsburgh.

## Liderazgo histórico

### Jefe (oficial y en funciones)
- c.1886-1914 - Salvatore "Banana King" Catanzaro - dimitió, murió el 17 de febrero de 1916[8]
- c.1915-1919 - Gregorio Conti - asesinado el 24 de septiembre de 1919[1]
- 1919-1925 - Salvatore Calderone - retirado[1][30]
- 1925-1929 - Stefano Monastero - asesinado el 6 de agosto de 1929[13][12][1][2][31]
- 1929-1931 - Giuseppe "Barón de la levadura" Siragusa - asesinado el 13 de septiembre de 1931[12][1][2][30]
- 1931-1932 - John Bazzano - encontrado muerto el 8 de agosto de 1932, en Red Hook, Brooklyn[1][2][30]
- 1932-1937 - Vincenzo Capizzi - se retiró a Italia[1][2][30]
- 1937-1956 - Frank Amato[30][32][33] - dimitió, convirtiéndose en subjefe[1][2]
- 1956-1984 - Sebastian "Big John" LaRocca[34] - falleció el 3 de diciembre de 1984[1][3][35]
  - Ruling Panel 1973-1978 - Michael J. Genovese, Gabriel "Kelly" Mannarino y Antonio Ripepi
  - 1978-1980: Michael J. Genovese, Gabriel "Kelly" Mannarino (fallecido el 11 de julio de 1980)[17] y Joseph N. "Jo Jo" Pecora (encarcelado en 1979)[17]. Pecora (encarcelado 1979)[1][35]
  - Actuación 1980-1984 - Michael Genovese - ascendido a jefe[1]
- 1984-2006 - Michael James Genovese[1][3][35] - falleció el 31 de octubre de 2006[1]
- 2006-2008 - John Bazzano Jr. - fallecido el 28 de julio de 2008[36][24]
- 2008-2021 - Thomas "Sonny" Ciancutti - fallecido el 8 de julio de 2021[7][28][29][25]

### Subjefe
- c.1915-1919 - Peppino Cusumano - sobrino del jefe Gregorio Conti[1]
- 1925-1929 - Salvatore "Sam" Monastero - hermano del jefe Stefano Monastero[1][31]
- 1937-1956 - Sebastian "Big John" LaRocca - se convirtió en jefe.
- 1956-1962 - Frank Amato - se convirtió en consigliere, murió en 1973[1]
- 1962-1969 - Gabriel "Kelly" Mannarino - dimitió tras ser acusado; falleció el 11 de julio de 1980
- 1969-1987 - Joseph N. "Jo Jo" Pecora - encarcelado 1979-1983, murió 1987[34][35]
- 1987-1990 - Charles "Chucky" Porter - detenido en abril de 1990; declarado culpable en 1990, condenado a 28 años, desertó al gobierno[22][35]
- 1990-2006 - John Bazzano Jr. - se convirtió en jefe en 2006
- 2006-2008 - Thomas "Sonny" Ciancutti - se convirtió en jefe[25]

### Consigliere
- 1931-1937 - Nicola Gentile[37]
- 1962-1973 - Frank Amato - fallecido en 1973[1]
- 1973-1980 - Charles "Murgie" Imburgia - dimitió
- 1980-1984 - Michael James Genovese - ascendido a jefe[34]
- 1984-2002 - Charles "Murgie" Imburgia - falleció[38]
- 2002-2006 - Thomas "Sonny" Ciancutti - se convirtió en subjefe.